# Corrado Segre
Corrado Segre (Saluzzo, 20 de agosto de 1863 — Turim, 18 de maio de 1924) foi um matemático italiano.
É lembrado principalmente  por sua contribuição ao desenvolvimento inicial da geometria algébrica.
Foi palestrante convidado do Congresso Internacional de Matemáticos em Heidelberg (1904: La geometria d' oggidì e i suoi legami coll' analisi) e em Roma (1908).